# Conceito
Conceito (do latim conceptus, do verbo concipere, que significa "conter completamente", "formar dentro de si"), substantivo masculino, é aquilo que a mente concebe ou entende: uma ideia ou noção, representação geral e abstracta de uma realidade. Pode ser também definido como uma unidade semântica, um símbolo mental ou uma "unidade de conhecimento". Um conceito corresponde geralmente a uma representação numa linguagem ou simbologia. O termo é usado em muitas áreas, como na sociologia, na matemática, na astronomia, na estatística, na filosofia, nas ciências cognitivas, na física, na biologia, na química, na economia e na informática.
Conceitos são universais ao se aplicarem igualmente a todas as coisas em sua extensão. Conceitos são portadores de significado. Um único conceito pode ser expresso em qualquer número de linguagens: o conceito cão pode ser expresso como Hund em alemão, hond em Afrikaans, dog em inglês, perro em castelhano, gos em catalão, hundo em esperanto, txakur na língua basca, chien em francês, can em galego, cane em italiano, canis em latim, inu em japonês etc. O fato de que conceitos são, de uma certa forma, independentes das linguagens torna a tradução possível; palavras em várias línguas "querem dizer" o mesmo porque expressam um e o mesmo conceito.
Conceito é uma frase (juízo) que diz o que a coisa é ou como funciona. O conceito, enquanto o-que-é é a expressão de um predicado comum a todas as coisas da mesma espécie. Chega-se a esses predicados ou atributos comuns por meio da análise de diversas coisas da mesma espécie. O homem é um ser racional. A racionalidade é o predicado comum a todos os homens. Numa linguagem mais iluminista, o Conceito é "um juízo sintético a priori". Sendo assim, conceito não é a mesma coisa que definição. Outros autores usam a expressão "definição real" como sinônimo de conceito.